# Ernstige Delicten
Ernstige Delicten (ED) was een Nederlandse televisieserie, die door de VARA tussen 2002 en 2004 werd uitgezonden. De serie ging over een politieteam dat bij zwaardere delicten werd ingeschakeld.
In de serie speelde daderprofilering een belangrijke rol: wat heeft hem of haar ertoe gezet het delict te plegen en is het mogelijk toekomstige slachtoffers te voorkomen door de dader te snel af te zijn? Eén delict vormde in ieder seizoen de rode draad, met daarnaast in iedere aflevering een ander delict dat werd opgelost.
Vanwege tegenvallende kijkcijfers besloot de VARA de serie na drie seizoenen te stoppen. Alle drie seizoenen zijn verschenen op dvd.

## Seizoenen

### Seizoen 1
Afleveringen: 11 | Jaar: 2002 | Gastrollen: Tijn Docter, Marleen Stolz 

In seizoen 1 staat een pyromaan centraal die achter elkaar verschillende slachtoffers maakt. Remco is speciaal voor deze zaak bij ED gekomen en zet echt alles op alles om deze 'Pyromoordenaar' te pakken te krijgen, zelfs als zijn gezinssituatie hieronder lijdt en hij van de zaak wordt gehaald...

### Seizoen 2
Afleveringen: 11 | Jaar: 2003 | Gastrollen: Bram van der Vlugt, Marlous Fluitsma, Fleur Renes

Bij een gewelddadige museumroof in seizoen 2 waarbij twee bewakers worden vermoord, worden dure kunstobjecten gestolen. In de dagen die daarop volgen worden de dieven een voor een op brute wijze geliquideerd. Het rechercheteam komt er uiteindelijk achter dat de stinkend rijke familie Henninger ook betrokken is bij de zaak. Rechercheur Remco Doeksen wordt tijdens de zaak vermoord. Als dochter Charlotte Henninger als mogelijk volgend - en tevens laatste - slachtoffer wordt gezien, zet het team alles op alles om de dader op te pakken. Rechercheur Rick wordt ingezet om Charlotte te beschermen maar tussen hen groeit meer dan alleen een beroepsmatige relatie...

### Seizoen 3
Afleveringen: 8 | Jaar: 2004 | Gastrollen: Arjan Kindermans, Pauline de Wilde
Een groot geldtransport speelt in seizoen 3 een grote rol. Rechercheur Thom Gulikers blijkt er meer mee te maken te hebben dan gedacht en de onderlinge verhoudingen in het rechercheteam staan onder druk.

## Rolverdeling per seizoen
Legenda
 = Hoofdrol
 = Bijrol
 = Geen rol
* In cursief zijn eerdere functies
| Hans Ligtvoet       | Mark Verlaat                | 11 | 11 | 8 | 30 |
| Anke Engels         | Mischa Richter              | 11 | 11 | 8 | 30 |
| Addo Kruizinga      | Rick Dijkstra               | 11 | 11 | 8 | 30 |
| Mariëlle van Sauers | Emma Buitenzorg             | 11 | 11 | 8 | 30 |
| Hans van Leipsig    | Joep Vergeer                | 11 | 11 | 8 | 30 |
| Lukas Dijkema       | Forensisch Patholoog Arnoud | 11 | 10 | 7 | 28 |
| Janni Goslinga      | Tess Dallinga               | 11 | 11 | 1 | 23 |
| Geert Lageveen      | Remco Doeksen               | 11 | 4  |   | 15 |
| Saskia Temmink      | Iris Hooft                  |    |    | 8 | 8  |
| Han Oldigs          | Thom Gulikers               |    |    | 8 | 8  |
| Marleen Stolz       | Annet Doeksen               | 7  | 3  |   | 10 |
| Fleur Renes         | Charlotte Henninger         |    | 8  |   | 8  |
| Emma Waslander      | Kirsten Dallinga            | 7  |    |   | 7  |
| Ernst Löw           | Steven Dallinga             | 6  | 2  |   | 8  |
| Shady El-Hamus      | Thomas Dallinga             | 3  | 1  |   | 4  |
| Rob van Gestel      | Johan Timmer                |    | 4  |   | 4  |